# USS Illinois (BB-7)

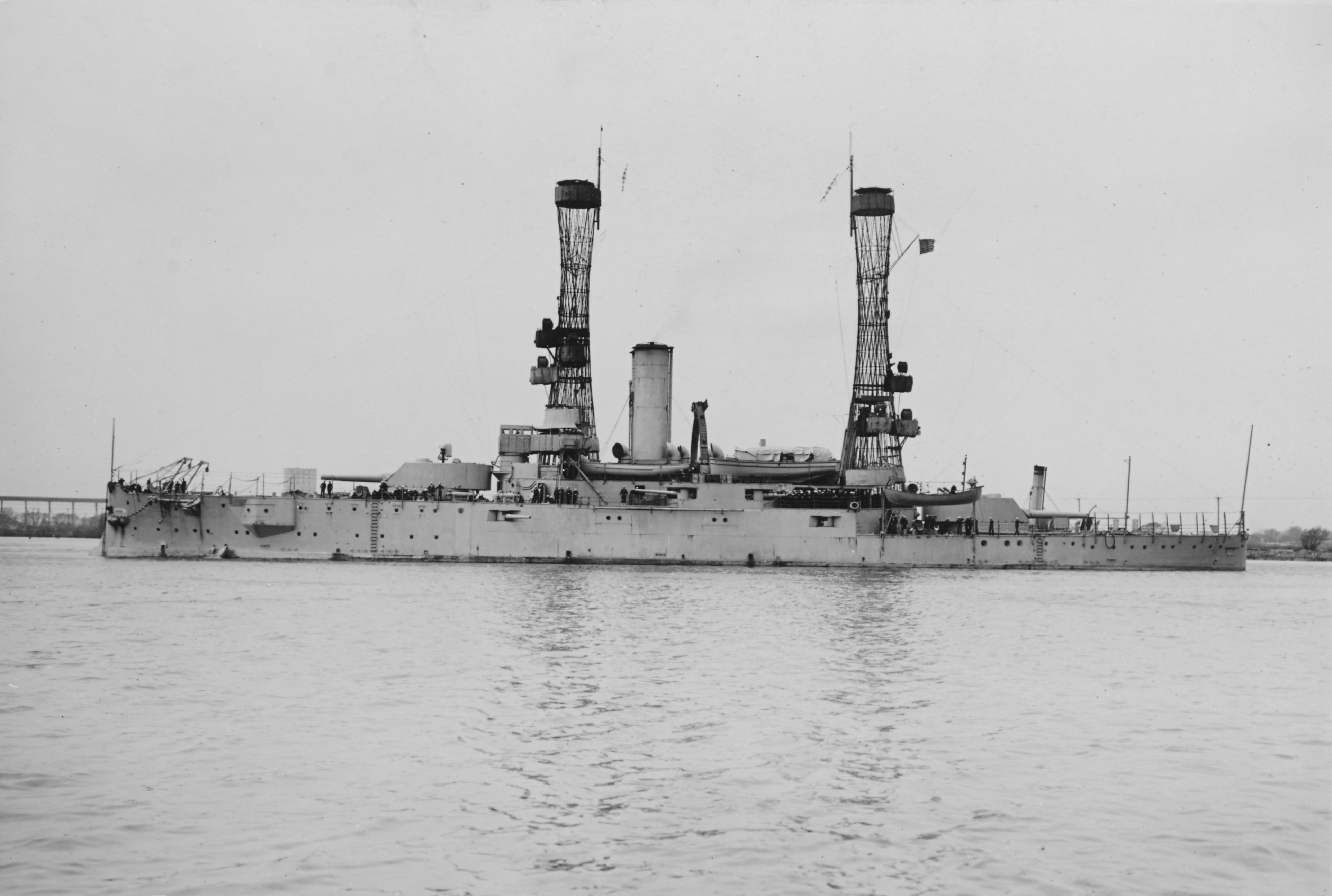
„Illinois” ok. 1919. Widoczne maszty kratownicowe

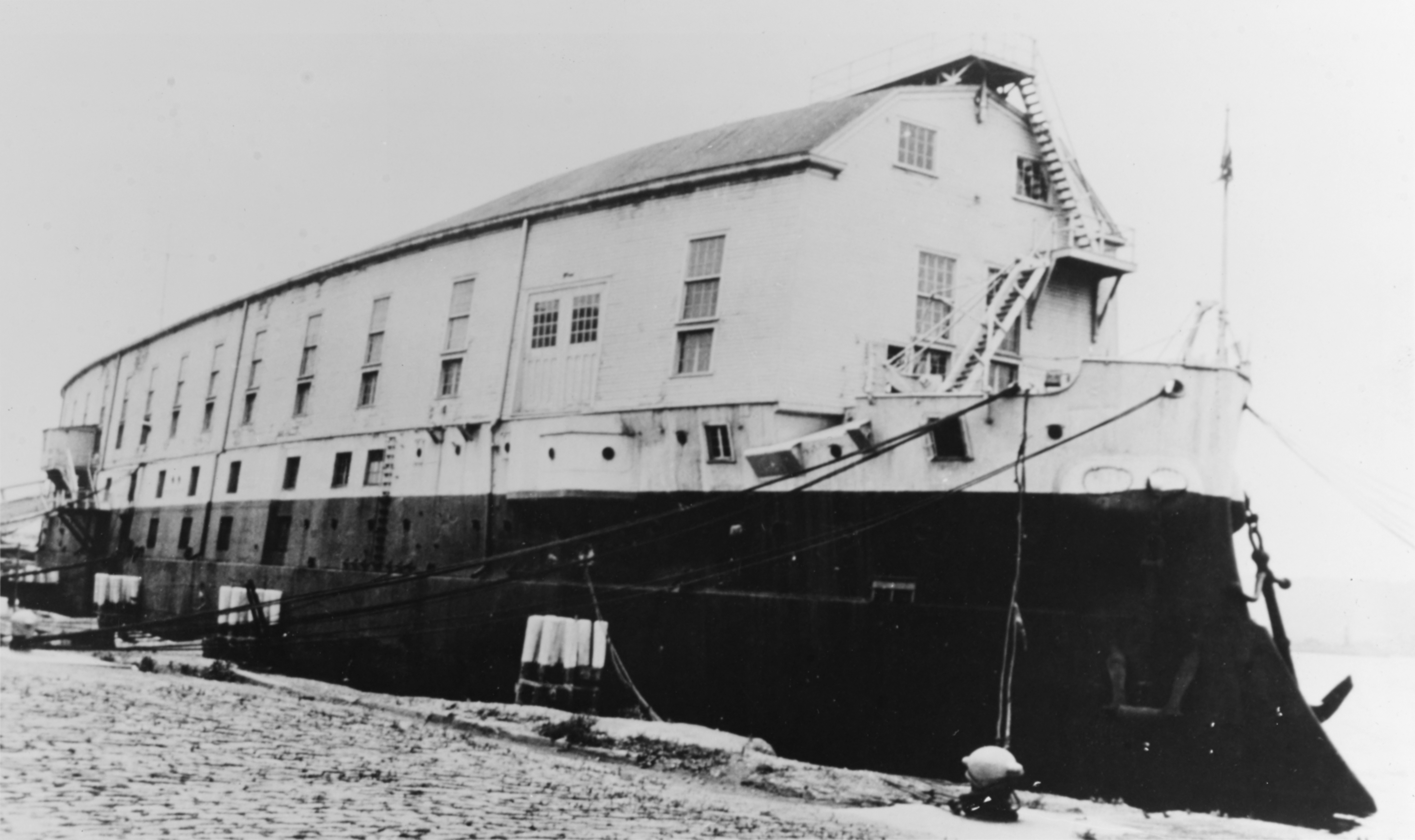
„Prarie State” pod koniec pierwszej połowy XX wieku

USS Illinois (BB-7) – amerykański pancernik, okręt główny typu Illinois. Był drugim okrętem United States Navy noszącym nazwę pochodzącą od 21. stanu USA.
Jednostkę zamówiono 26 września 1896. Stępkę położono 10 lutego 1897 w stoczni Newport News Shipbuilding & Dry Dock Company. Okręt został zwodowany 4 października 1898. Matką chrzestną była pani Nancy Leiter, córka chicagowskiego multimilionera Leviego Z. Leitera. Jednostka weszła do służby 16 września 1901. Pierwszym dowódcą został komandor George A. Converse.

## Pierwsze dziesięciolecie XX wieku
Po przejściu prób i szkolenia na zatoce Chesapeake 20 listopada 1901 pancernik popłynął do Algiers w Luizjanie, gdzie został użyty do przetestowania nowego, pływającego suchego doku. Wrócił do Newport News w styczniu 1902 i od 15 do 28 lutego służył kontradmirałowi R.D. Evansowi jako okręt flagowy w czasie wizyty pruskiego księcia. 30 kwietnia 1902 z podniesionym proporcem kontradmirała A.S. Crowninshielda pancernik opuścił Nowy Jork, 18 maja dotarł do Neapolu. Tam admirał objął dowództwo nad Eskadrą Europejską (ang. European Squadron). Po przeszkoleniu „Illinois” miał pełnić obowiązki ceremonialne, 14 lipca 1902 wszedł na mieliznę w porcie w Kristiania w Norwegii. Później udał się do Anglii na remont. Pozostał w Chatham do 1 września 1902, kiedy to w ramach manewrów floty udał się na Morze Śródziemne i południowy Atlantyk.
10 stycznia 1903 został wydzielony z Eskadry Europejskiej i przydzielony do Floty Północnego Atlantyku. Do grudnia 1907 brał udział w manewrach floty, ćwiczeniach artyleryjskich, morskich szkoleniach, pełnił obowiązki ceremonialne. Następnie dołączył do Wielkiej Białej Floty, płynąc w rejs na zachodnie wybrzeże USA, a później dalej dookoła świata. Po wyjściu z Hampton Roads i przeglądzie przeprowadzonym przez prezydenta Roosevelta 16 pancerników udało się w rejs dookoła Ameryki Południowej. 8 maja 1908 w zatoce San Francisco Flota Atlantyku dołączyła do Floty Pacyfiku. Po przeglądzie dokonanym przez sekretarza marynarki wojennej połączone floty kontynuowały rejs. Okręty odwiedziły Australię, Nową Zelandię, Japonię, Filipiny, Chiny, Cejlon i inne kraje. 3 stycznia 1909 dotarły do Suezu. Z Suezu „Illinois”, „Connecticut” i „Culgoa” odpłynęły do Messyny, by pomóc ofiarom trzęsienia ziemi. Po udzieleniu pomocy okręty dołączyły do innych pancerników i 22 lutego 1909 wróciły do Hampton Roads. Prezydent Stanów Zjednoczonych Theodore Roosevelt dokonał przeglądu wracającej floty, której rejs miał być świadectwem rosnącej roli Stanów Zjednoczonych w świecie. 4 sierpnia 1909 w Bostonie „Illinois” został wycofany ze służby. Przeszedł dużą modernizację i otrzymał charakterystyczne dla amerykańskich pancerników z tego okresu kratownicowe maszty i sporo nowoczesnego wyposażenia.

## Drugie dziesięciolecie XX wieku
15 kwietnia 1912 został umieszczony w rezerwie (w służbie), 2 listopada 1912 ponownie wszedł do pełnej służby, by wziąć udział w zimowych ćwiczeniach floty i manewrach Floty Atlantyku. Latem 1913 i 1914 Illinois odbył rejsy szkolne do Europy z podchorążymi (ang. midshipmen). W 1919 został ponownie umieszczony w rezerwie w Philadelphia Naval Shipyard. Stał tam do 23 października 1921, kiedy to został wypożyczony stanowi Nowy Jork, by szkolić na nim członków Naval Militia. W lipcu 1920 w ramach reformy obejmującej całą flotę okrętowi przydzielono numer BB-7.

## Wycofanie ze służby
Zgodnie z ustaleniami traktatu waszyngtońskiego USS Illinois wykluczony ze służby w marynarce wojennej został przebudowany w New York Navy Yard w 1924 i został przydzielony do New York Naval Reserve. Pozostawał tam przez ponad 30 lat. 8 stycznia 1941 został przeklasyfikowany na IX-15. Zmieniono mu nazwę na „Prairie State”, by nazwę „Illinios” nadać nowo projektowanemu pancernikowi USS „Illinois” (BB-65). W czasie II wojny światowej okręt służył w Nowym Jorku jako szkoła morska dla podchorążych (ang. Naval Reserve Midshipmen Training School). Po wojnie został wypożyczony stanowi jako kwatery dla Naval Reserve. Tę służbę pełnił do 31 grudnia 1956.
Po ponad 50 latach służby marynarce wojennej i Stanom Zjednoczonym 18 maja 1956 „Prairie State” został odholowany do Baltimore i sprzedany na złom firmie Bethlehem Steel Company.

## Srebrna zastawa
17 listopada 1901 okrętowi podarowano srebrną zastawę. Prezent przekazał od stanu Illinois senator William E. Mason. Składała się m.in. z dużej i małej wazy na poncz, dwóch kandelabrów, misy na owoce pokrytej ornamentem, małej misy na owoce, dwóch półmisków, dużej chochli. Każdy z elementów miał m.in. wygrawerowane godło Illinois. Tradycją było, że stan, którego nazwę nosił okręt, dawał w prezencie srebrną zastawę. Obecnie jest ona przechowywana w Illinois Executive Mansion.